# Alto Alegre do Maranhão
Pour les articles homonymes, voir Alto Alegre.
Alto Alegre do Maranhão est une municipalité brésilienne située dans l'État du Maranhão.